# Erhan Erentürk
Erhan Erentürk (* 30. Mai 1995 in Izmir) ist ein türkischer Fußballtorhüter.

## Karriere
Erentürk spielte in seiner Jugend für die Vereine Altay Izmir, Izmir Belediyespor, Bucaspor und Karşıyaka SK. Bei letzterem gab er am 17. Mai 2015 in der Partie gegen Kayserispor sein Zweitligadebüt und absolvierte in den folgenden Jahren insgesamt 79 Pflichtspiele bei den Profis. Im Sommer 2018 wurde er dann vom Zweitligisten Altınordu Izmir verpflichtet und wurde dort in seiner zweiten Saison zum Stammspieler. Dann folgte jeweils eine Spielzeit bei Bursaspor sowie Konyaspor. Seit dem Sommer 2023 steht er nun bei Sivasspor in der Süper Lig unter Vertrag, doch in der Winterpause wurde der Torhüter an den Zweitligisten Manisa FK verliehen.